# Meru (góra)

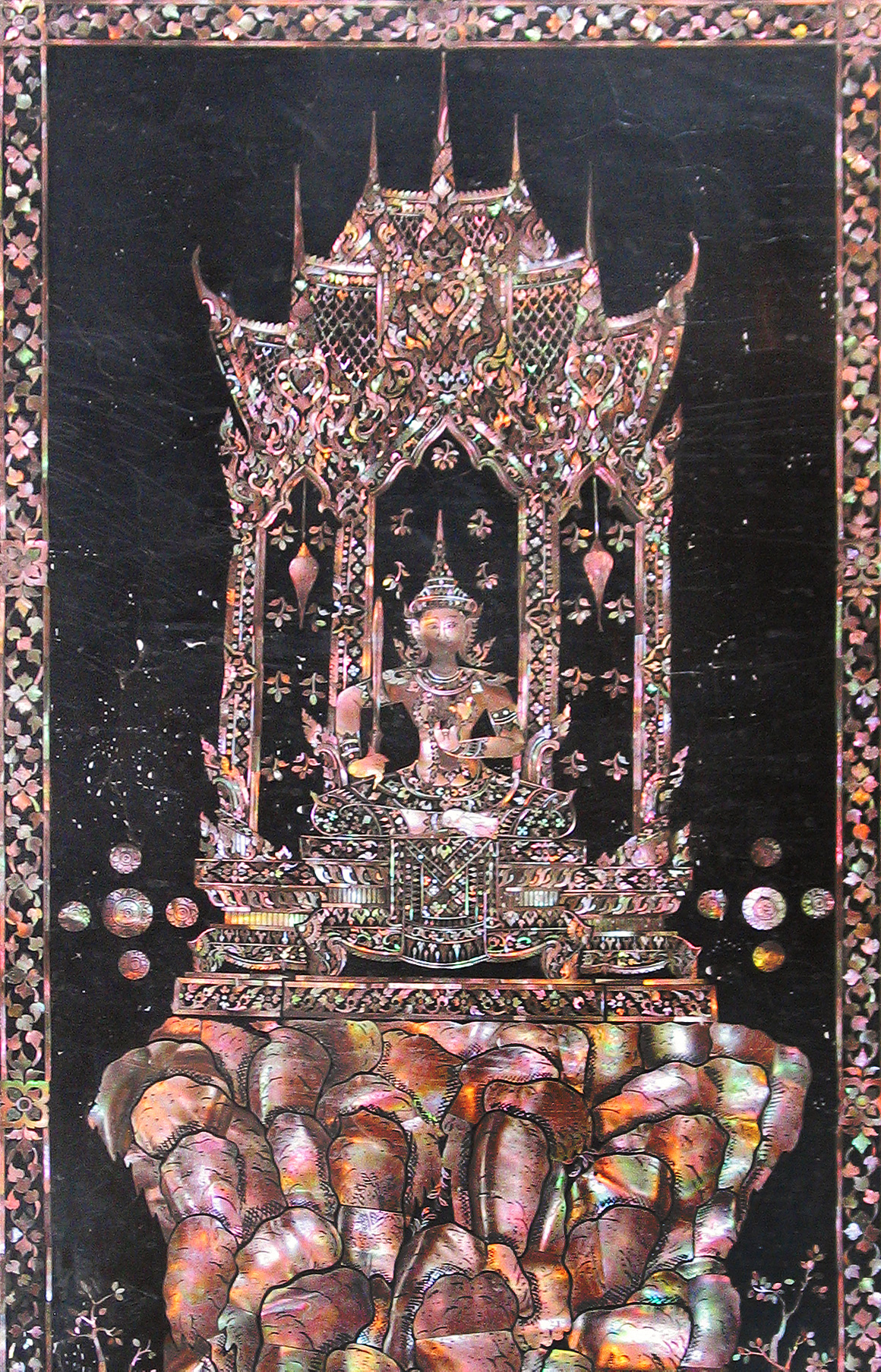
Pałac Indry na szczycie góry Meru, Wat Pho w Bangkoku

Meru (również zwana Mahameru, Sumeru) – mityczna góra, stanowiąca oś świata według kosmologii hinduistycznej i buddyjskiej. Jej zbocza są złotego koloru.

## Mieszkańcy
Na szczycie Meru mitologia hinduistyczna lokalizuje dziewięć niebiańskich obszarów (np. Brahmaloka), gdzie swoje siedziby mają istoty boskie takie jak Brahma, manasaputras i saptariszi.
Na jej stokach znajdują się 33 trajastrinśa – „raje” poszczególnych bóstw (dewa), z których najważniejszym jest Indra zamieszkujący Indralokę.

## Lokalizacja
Purany mówią o Meru, jako górze centralnej w grupie dziewięciu. Pozostałe góry to:
1. Tara, Dewakuta,
2. Pawamana, Parijatra
3. Kailasa, Karawira
4. Triśrynga, Makaragiri[4].

Górę Meru otaczają 4 oceany i 4 kontynenty. Jednym z tych kontynentów jest Dźambudwipa, utożsamiany z subkontynentem indyjskim.